# Dichagyris altivagans
Dichagyris altivagans är en fjärilsart som beskrevs av Zoltan Varga 1979. Dichagyris altivagans ingår i släktet Dichagyris och familjen nattflyn. Inga underarter finns listade i Catalogue of Life.